# Polisstat

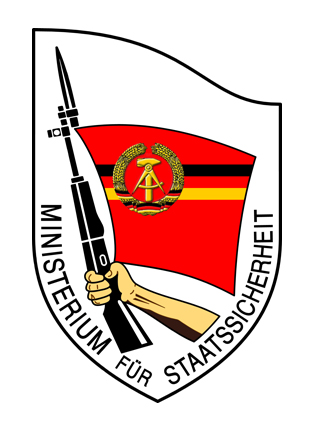
Östtyskland övervakades av Stasi och har ofta beskrivits som en polisstat.

En polisstat är en stat där en maktfullkomlig poliskår, ofta en hemlig polis, upprätthåller ordningen med hjälp av godtyckligt övervakande av invånarna, censur, frihetsberövande, angiveri och ibland även tortyr och avrättningar medan medborgarna saknar skydd från domstol eller någon annan rättsinstans. En polisstat skiljer sig därför från en rättsstat.
En polisstat är ofta men inte alltid en diktatur. En polisstat är däremot inte en fungerande demokrati då den inte längre är en rättsstat. Ett land som ofta beskrivits som en polisstat är Östtyskland, som existerade åren 1949–1990, och där Stasi och liknande myndigheter hade stort inflytande.

## Böcker och filmer med fiktiva polisstater
- 1984
- Children of Men
- Du sköna nya värld
- Fahrenheit 451
- Kallocain
- Judge Dredd
- Processen
- Star Wars, som skildrar den galaktiska republikens förfall till en polisstat.
- Stjärnsoldaten
- V för Vendetta